# Anna Karenina (film, 1935)
Anna Karenina är en amerikansk dramafilm från 1935 i regi av Clarence Brown, efter romanen Anna Karenina från 1873–1877 av Lev Tolstoj. Titelrollen spelas av Greta Garbo.

## Handling
Anna Karenina (Greta Garbo) är gift och har en son. Men när hon träffar officeren Vronskij (Fredric March) drabbas hon av en omotståndlig passion. Men varken samhället eller hennes make kan acceptera en otrogen hustru. Och Anna måste välja mellan sin son Serjosja och sin älskare. Samtidigt får vi följa Kittys öde. Hon är först förälskad i Vronskij men på balen har han bara ögon för Anna.

## Medverkande (i urval)
- Greta Garbo - Anna Karenina
- Fredric March - Vronskij

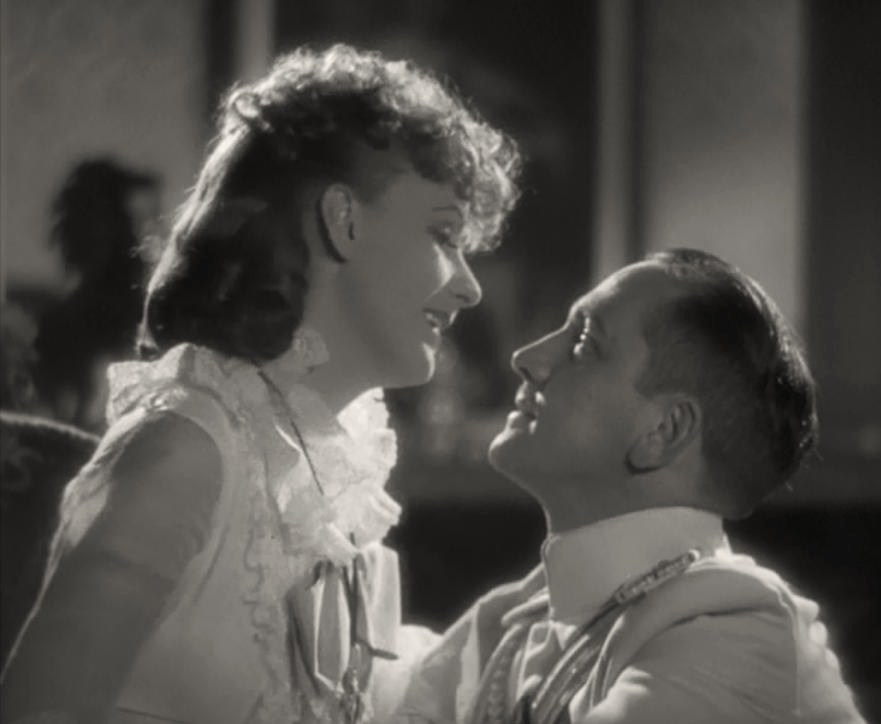
Greta Garbo (Anna Karenina) och Fredrich March (Överste Vronskij).

- Freddie Bartholomew - Sergej, Annas son
- Maureen O’Sullivan - Kitty, Dollys syster
- May Robson - Grevinnan Vronskij
- Basil Rathbone - Karenin
- Reginald Owen - Stiva, Annas bror
- Phoebe Foster - Dolly, Stivas fru
- Reginald Denny - Jasjvin
- Gyles Isham - Levin

## Om filmen
Filmen är filmad i svartvitt. Greta Garbo spelade samma roll åtta år innan, 1927, i stumfilmen Love, med John Gilbert som Vronsky.

## Priser
- 1935 vann regissören Clarence Brown priset Mussolini Cup för bästa utländska film vid Venedigs filmfestival[3]
- 1936 vann Garbo pris som bästa skådespelerska vid New York Film Critics Circle Awards[1]